# Noms portugais
Les noms de personnes en portugais est généralement composé d'un prénom, suivi du nom de famille de la mère puis du nom de famille du père.

## Prénom
Les prénoms attribués aux enfants de nationalité portugaise doivent satisfaire à plusieurs conditions : être au maximum au nombre de deux, suivre l'orthographe et la phonétique de la langue portugaise courante, permettre d'identifier le sexe du porteur des deux prénoms et ne pas être identique au prénom d'un frère ou d'une sœur vivant du nouveau-né.
La Conservatória dos Registos Centrais a la charge de l'état civil. Elle consulte le Director-Geral dos Registos e do Notariado au sujet des noms litigieux ; elle maintient une liste des prénoms ayant déjà fait l'objet d'un examen et ayant été admis ou refusés. Certains prénoms peuvent être assortis de conditions particulières, comme ne pas apparaitre en première position, n'apparaitre que dans un ensemble relié par une particule, ou faire obligatoirement partie d'expressions fixées (p. ex. Domingos Sávio (m.) ou Fernanda dos Milagres (f.)).
Si l'un des parents dispose d'une autre nationalité que portugaise, qu'elle soit unique ou double, il peut déroger à ces règles et attribuer un prénom conforme aux usages du pays étranger, à condition de fournir une attestation de l'autorité étrangère certifiant que ce prénom peut y être attribué à un enfant. Si le nouveau-né est, à sa déclaration, de nationalité étrangère, il peut être dérogé aux règles de formation du nom complet (par exemple attribuer à l'enfant plus de deux prénoms), à condition de fournir une attestation de l'autorité étrangère certifiant que ce nom complet est acceptable.

## Nom de famille
Sur le principe, une personne portugaise porte deux noms de famille (apelidos) : le premier venant de sa mère, le second de son père. Seul le nom de famille du père est transmis par la mère. Par exemple, pour Maria Isabel Pereira Rodrigues, Pereira est le nom de famille reçu de sa mère, et Rodrigues le nom de famille reçu de son père. Elle transmettra le nom Rodrigues à ses propres enfants,.
Il est toutefois possible que l'enfant reçoive également le nom de famille (paternels) de plusieurs de ses grands-parents. En cas de mariage, la femme peut aussi prendre, à la fin de ses noms de famille, les noms de famille de son conjoint.